# 247652 Hajossy
A 247652 Hajossy (ideiglenes jelöléssel 2002 WO21) a Naprendszer kisbolygóövében található aszteroida. A NEAT program keretében fedezték fel 2002. november 26-án.